# Ángela Ruiz
Ángela Ruiz (Saltillo, 29 luglio 2006) è un'arciera messicana.

## Carriera
Ruiz ha cominciato a dedicarsi al tiro con l'arco dopo aver praticato la ginnastica artistica.
Nel 2021 ha gareggiato ai campionati mondiali giovanili di Varsavia e, dal 2023, fa parte della squadra senior vincendo l'oro a squadre femminili nella tappa di coppa del mondo di Adalia.
Nell'agosto 2023 partecipa ai suoi primi campionati mondiali a Berlino uscendo al secondo turno in singolo, ma vincendo, insieme a Aída Román e Alejandra Valencia, il bronzo a squadre femminili perdendo in semifinale contro la squadra tedesca ma battendo i Paesi Bassi nella finale per il terzo posto, grazie al quale guadagna il pass olimpico per Parigi 2024.
Nel novembre successivo vince l'argento, sempre a squadre, ai XIX Giochi panamericani di Santiago del Cile.
Nel 2024, dopo l'argento ai campionati panamericani, ai Giochi olimpici di Parigi viene subito eliminata nella prova individuale dalla britannica Bryony Pitman, nella gara a squadre insieme a Alejandra Valencia e Ana Paula Vázquez, dopo aver superato le qualificazioni con il terzo punteggio, batte la squadra tedesca ai quarti di finale, perde in semifinale contro la Cina, ma nella finale per il bronzo sconfigge la squadra dei Paesi Bassi, vincendo la sua prima medaglia olimpica ad un giorno del compimento dei 18 anni.

## Palmarès
- Giochi olimpici

Parigi 2024: bronzo a squadre femminili.
- Campionati mondiali di tiro con l'arco

Berlino 2023: bronzo a squadre femminili.
- Giochi panamericani

Santiago del Cile 2023: argento a squadre femminili.
- Giochi centramericani e caraibici

San Salvador 2023: oro a squadre femminili, bronzo nell'arco ricurvo.
- Campionati panamericani di tiro con l'arco

Medellín 2024: argento a squadre femminili.